# Elecciones generales de Panamá de 2004
La República de Panamá celebró sus elecciones generales el domingo 2 de mayo de 2004, eligiendo un nuevo Presidente de la República, al primer y segundo Vicepresidente y renovando la Asamblea Legislativa, así como puestos para Alcaldes, Representantes, Concejales y diputados al Parlamento Centroamericano.

## Elección presidencial
Martín Torrijos, hijo del gobernante militar Omar Torrijos fue nominado nuevamente como candidato del Partido Revolucionario Democrático (PRD), siendo esta su segunda candidatura presidencial tras la derrota ante Mireya Moscoso en las elecciones de 1999.
El principal rival de Torrijos fue el expresidente Guillermo Endara, que gobernó el país de 1989 a 1994. Endara corrió como el candidato del Partido Solidaridad, en una plataforma de reducir delito y corrupción de gobierno. Endara Y los otros candidatos también corrieron una serie de los anuncios negativos que destacaban las conexiones del PRD con el gobernante militar anterior Manuel Noriega. Endara Acabó segundo en la carrera, recibiendo 30.86% de los votos frente al 47.44% obtenido por Torrijos.
El exministro de Relaciones Exteriores José Miguel Alemán, candidato del gobernante Partido Arnulfista obtuvo el 16.39% de los votos, ubicándose en el tercer puesto.
| Candidato                                             | Candidato                     | 1.er Vicepresidente           | 2.do Vicepresidente           | Alianza/de partido            | Votos     | %      |
| ----------------------------------------------------- | ----------------------------- | ----------------------------- | ----------------------------- | ----------------------------- | --------- | ------ |
|                                                       | Martín Torrijos               | Samuel Lewis Navarro          | Rubén Arosemena               | Patria Nueva (PN)             | 711.164   | 47.44% |
| Partido Revolucionario Democrático (PRD)              | Martín Torrijos               | Samuel Lewis Navarro          | Rubén Arosemena               | 649.157                       | 43.29%    |        |
| Partido Popular (PP)                                  | Martín Torrijos               | Samuel Lewis Navarro          | Rubén Arosemena               | 62.007                        | 4.15%     |        |
|                                                       | Guillermo Endara              | Guillermo Ford                | Alejandro Posse Martinz       | Partido Solidaridad (PS)      | 462.824   | 30.86% |
|                                                       | José Miguel Alemán            | Jesús "Maco" Rosas            | Anibal Galindo Navarro        | Visión de País (VDP)          | 245.568   | 16.39% |
| Partido Arnulfista (PA)                               | José Miguel Alemán            | Jesús "Maco" Rosas            | Anibal Galindo Navarro        | 162.830                       | 10.88%    |        |
| Movimiento Liberal Republicano Nacionalista(MOLIRENA) | José Miguel Alemán            | Jesús "Maco" Rosas            | Anibal Galindo Navarro        | 60.106                        | 4.00%     |        |
| Partido Liberal Nacional (PLN)                        | José Miguel Alemán            | Jesús "Maco" Rosas            | Anibal Galindo Navarro        | 22.632                        | 1.51%     |        |
|                                                       | Ricardo Martinelli            | Roberto Henriquez             | Roxana Méndez Obarrio         | Cambio Democrático (CD)       | 79.491    | 5.31%  |
| Votos válidos totales                                 | Votos válidos totales         | Votos válidos totales         | Votos válidos totales         | Votos válidos totales         | 1.499.047 | 100%   |
| Votos estropeados y nulos                             | Votos estropeados y nulos     | Votos estropeados y nulos     | Votos estropeados y nulos     | Votos estropeados y nulos     | 38.295    | 2.49%  |
| Concurrencia de votos/totales                         | Concurrencia de votos/totales | Concurrencia de votos/totales | Concurrencia de votos/totales | Concurrencia de votos/totales | 1.537.342 | 76.88% |
| Registro de votantes                                  | Registro de votantes          | Registro de votantes          | Registro de votantes          | Registro de votantes          | 1.999.553 |        |
| Población                                             | Población                     | Población                     | Población                     | Población                     | 2.940.000 |        |

## Elecciones legislativas y locales
Además de su presidente y vicepresidentes, Panamá eligió una Asamblea Legislativa (78 miembros), 20 diputados para representar el país en el Parlamento americano Central, alcaldes y representantes.
Resultados de elección legislativa
| Partidos y alianzas           | Partidos y alianzas                                    | Vota/distritos | %      | Asientos |
| ----------------------------- | ------------------------------------------------------ | -------------- | ------ | -------- |
| Patria Nueva (PN)             | Patria Nueva (PN)                                      | 636,675        | 43.82% | 42       |
|                               | Partido Revolucionario Democrático (PRD)               | 549,948        | 37.85% | 41       |
|                               | Partido Popular (PP)                                   | 86,727         | 5.97%  | 1        |
| Visión de País (VDP)          | Visión de País (VDP)                                   | 481,298        | 33.12% | 24       |
|                               | Partido Arnulfista (PA)                                | 279,560        | 19.24% | 17       |
|                               | Movimiento Liberal Republicano Nacionalista (MOLIRENA) | 125,547        | 8.64%  | 4        |
|                               | Partido Liberal Nacional (PLN)                         | 76,191         | 5.24%  | 3        |
|                               | Partido Solidaridad (PS)                               | 227,604        | 15.66% | 9        |
|                               | Cambio Democrático (PCD)                               | 107,511        | 7.40%  | 3        |
| Votos válidos totales         | Votos válidos totales                                  | 1,453,088      | 100%   | 78       |
| Votos estropeados y nulos     | Votos estropeados y nulos                              | 71,888         | 4.71%  |          |
| Concurrencia de votos/totales | Concurrencia de votos/totales                          | 1,524,976      | 76.27% |          |
| Registró votantes             | Registró votantes                                      | 1,999,553      |        |          |
| Población                     | Población                                              | 2,940,000      |        |          |

La carrera de alcalde de Ciudad de Panamá estuvo ganada también por el PRD, Juan Carlos Navarro.